# Canton d'Auch-2
Le canton d'Auch-2 est une circonscription électorale française du département du Gers créée par le décret du 26 février 2014 et entrée en vigueur lors des premières élections départementales suivant la publication du décret.

## Histoire
Un nouveau découpage territorial du Gers entre en vigueur à l'occasion des élections départementales de 2015. Il est défini par le décret du 26 février 2014, en application des lois du 17 mai 2013 (loi organique 2013-402 et loi 2013-403). Les conseillers départementaux sont, à compter de ces élections, élus au scrutin majoritaire binominal mixte. Les électeurs de chaque canton élisent au Conseil départemental, nouvelle appellation du Conseil général, deux membres de sexe différent, qui se présentent en binôme de candidats. Les conseillers départementaux sont élus pour 6 ans au scrutin binominal majoritaire à deux tours, l'accès au second tour nécessitant 12,5 % des inscrits au 1er tour. En outre la totalité des conseillers départementaux est renouvelée. Ce nouveau mode de scrutin nécessite un redécoupage des cantons dont le nombre est divisé par deux avec arrondi à l'unité impaire supérieure si ce nombre n'est pas entier impair, assorti de conditions de seuils minimaux. Dans le Gers, le nombre de cantons passe ainsi de 31 à 17.
Le canton d'Auch-2 est formé de communes des anciens cantons de Gimont (9 communes) et de Auch-Nord-Est (4 communes). Le canton est entièrement inclus dans l'arrondissement d'Auch. Le bureau centralisateur est situé à Auch.

## Représentation
| Période élective | Période élective | Mandat       | Mandat                   | Identité         | Nuance | Nuance | Qualité                                                             |
| ---------------- | ---------------- | ------------ | ------------------------ | ---------------- | ------ | ------ | ------------------------------------------------------------------- |
| 2015             | 2021             | 2015         | 2021                     | Laurence Labédan |        | PS     | Agricultrice à Aubiet 8ème Vice-Présidente du Conseil départemental |
| 2015             | 2021             | 2015         | juillet 2018 (démission) | André Laran      |        | PS     | adjoint au maire d'Auch                                             |
| 2015             | 2021             | juillet 2018 | 2021                     | Jérôme Samalens  |        | PS     | Consultant en politiques de développement durable Maire de Montégut |
| 2021             | 2028             | 2021         | en cours                 | Charline Dumont  |        | PS     | Adjointe au maire d'Auch                                            |
| 2021             | 2028             | 2021         | en cours                 | Jérôme Samalens  |        | PS     | Consultant en politiques de développement durable Maire de Montégut |

### Résultats détaillés

#### Élections de mars 2015
À l'issue du 1er tour des élections départementales de 2015, deux binômes sont en ballottage : Laurence Labedan et André Laran (PS, 39,7 %) et Brigitte Labedan et Pierre Tabarin (DVD, 23,25 %). Le taux de participation est de 56,97 % (4 538 votants sur 7 965 inscrits) contre 60,11 % au niveau départemental et 50,17 % au niveau national.
Au second tour, Laurence Labedan et André Laran (PS) sont élus avec 56,7 % des suffrages exprimés et un taux de participation de 55,12 % (2 222 voix pour 4 390 votants et 7 965 inscrits).

#### Élections de juin 2021
Le premier tour des élections départementales de 2021 est marqué par un très faible taux de participation (33,26 % au niveau national). Dans le canton d'Auch-2, ce taux de participation est de 40,42 % (3 115 votants sur 7 706 inscrits) contre 44,9 % au niveau départemental. À l'issue de ce premier tour, deux binômes sont en ballottage : Charline Dumont et Jérôme Samalens (DVG, 48,61 %) et Pierre-Yves Arnaud et Roselyne Bacqué (Divers, 20,61 %).
Le second tour des élections est marqué une nouvelle fois par une abstention massive équivalente au premier tour. Les taux de participation sont de 34,36 % au niveau national, 44,59 % dans le département et 41,4 % dans le canton d'Auch-2. Charline Dumont et Jérôme Samalens (DVG) sont élus avec 65,24 % des suffrages exprimés (1 903 voix pour 3 191 votants et 7 708 inscrits),,.

## Composition
| Nom                          | Code Insee | Intercommunalité               | Superficie (km2) | Population (dernière pop. légale)               | Densité (hab./km2) | Modifier                                    |
| ---------------------------- | ---------- | ------------------------------ | ---------------- | ----------------------------------------------- | ------------------ | ------------------------------------------- |
| Auch (bureau centralisateur) | 32013      | CA Grand Auch Cœur de Gascogne | 72,48            | Fraction : 6 236 (2022) Commune : 22 825 (2022) | 315                | modifier les données · modifier les données |
| Ansan                        | 32002      | CC des Coteaux Arrats Gimone   | 7,76             | 74 (2022)                                       | 9,5                | modifier les données · modifier les données |
| Aubiet                       | 32012      | CC des Coteaux Arrats Gimone   | 38,96            | 1 127 (2022)                                    | 29                 | modifier les données · modifier les données |
| Blanquefort                  | 32056      | CC des Coteaux Arrats Gimone   | 3,33             | 43 (2022)                                       | 13                 | modifier les données · modifier les données |
| L'Isle-Arné                  | 32157      | CC des Coteaux Arrats Gimone   | 6,97             | 187 (2022)                                      | 27                 | modifier les données · modifier les données |
| Juilles                      | 32165      | CC des Coteaux Arrats Gimone   | 13,86            | 229 (2022)                                      | 17                 | modifier les données · modifier les données |
| Lahitte                      | 32183      | CA Grand Auch Cœur de Gascogne | 5,03             | 233 (2022)                                      | 46                 | modifier les données · modifier les données |
| Leboulin                     | 32207      | CA Grand Auch Cœur de Gascogne | 8,91             | 344 (2022)                                      | 39                 | modifier les données · modifier les données |
| Lussan                       | 32221      | CC des Coteaux Arrats Gimone   | 12,83            | 226 (2022)                                      | 18                 | modifier les données · modifier les données |
| Marsan                       | 32237      | CC des Coteaux Arrats Gimone   | 14,93            | 464 (2022)                                      | 31                 | modifier les données · modifier les données |
| Montégut                     | 32282      | CA Grand Auch Cœur de Gascogne | 11,42            | 588 (2022)                                      | 51                 | modifier les données · modifier les données |
| Montiron                     | 32288      | CC des Coteaux Arrats Gimone   | 10,54            | 138 (2022)                                      | 13                 | modifier les données · modifier les données |
| Nougaroulet                  | 32298      | CA Grand Auch Cœur de Gascogne | 15,79            | 385 (2022)                                      | 24                 | modifier les données · modifier les données |
| Saint-Caprais                | 32467      | CC des Coteaux Arrats Gimone   | 7,89             | 146 (2022)                                      | 19                 | modifier les données · modifier les données |
| Canton d'Auch-2              | 3205       |                                |                  | 10 420 (2022)                                   |                    | modifier les données                        |

Le canton d'Auch-2 comprend :
1. treize communes entières,
2. la partie de la commune d'Auch située au nord d'une ligne définie par l'axe des voies et limites suivantes : depuis la limite territoriale de la commune de Duran, route de Duran, rue Victor-Hugo, rue Leconte-de-Lisle, allées Baylac, place de l'Ancien-Foirail, chemin de Baron, boulevard Roquelaure, rue Etienne-Dralet, rue Dupont-de-l'Eure, rue de Lorraine, avenue d'Alsace, place de Verdun, avenue de la Marne, avenue de la 1re-Armée-Française, ligne de chemin de fer, route de Toulouse, rond-point, route nationale 124, jusqu'à la limite territoriale de la commune de Leboulin.

## Démographie
En 2022, le canton comptait 10 420 habitants, en évolution de +3,99 % par rapport à 2016 (Gers : +1,04 %, France hors Mayotte : +2,11 %).
| 2013   | 2018   | 2022   |
| ------ | ------ | ------ |
| 10 430 | 10 031 | 10 420 |